# (21010) Kishon
(21010) Kishon est un astéroïde de la ceinture principale.

## Description
(21010) Kishon est un astéroïde de la ceinture principale. Il fut découvert le 13 août 1988 à Tautenburg par Freimut Börngen. Il présente une orbite caractérisée par un demi-grand axe de 2,25 UA, une excentricité de 0,22 et une inclinaison de 7,2° par rapport à l'écliptique.

## Compléments